# Givat Harsina
Givat Harsina (en hebreu:גבעת חרסינה) és un assentament israelià urbà als afores d'Hebron, en la regió de les muntanyes de Judea, a Cisjordània. Va ser fundat en l'any 1979. En el 2012, Givat Harsina tenia 5.683 habitants. La comunitat internacional considera que els assentaments israelians són il·legals segons el dret internacional, però el govern israelià ho nega.